# The Originals
The Originals es una serie de televisión estadounidense de género dramático, creada por Julie Plec. La serie es una serie derivada de The Vampire Diaries creada por Kevin Williamson y Plec, basada en la serie de libros del mismo nombre escrita por L. J. Smith. La serie es protagonizada por Joseph Morgan. Fue estrenada el 3 de octubre de 2013 y finalizó el 1 de agosto de 2018.

## Argumento
En la primera temporada, siguiendo una pista misteriosa de que se está gestando un complot contra él, Klaus (Joseph Morgan) viaja a la ciudad que él y su familia ayudaron a construir: Nueva Orleans. La investigación de Klaus le lleva a un reencuentro con su antiguo protegido, Marcel (Charles Michael Davis), un vampiro que tiene el control total de los habitantes humanos y sobrenaturales de la ciudad. Decidido a ayudar a su hermano a encontrar la redención, Elijah (Daniel Gillies) va en busca de Klaus y pronto se entera de que Hayley (Phoebe Tonkin) también ha llegado al barrio francés en busca de pistas sobre su historia familiar, y ha caído en manos de una poderosa bruja llamada Sophie (Daniella Pineda), quien les revela algo que hace replantearse las cosas a Klaus y que puede volver a unir a su familia. Las tensiones entre las facciones sobrenaturales de la ciudad están a punto de romperse mientras Marcel gobierna con absoluto poder. Para Klaus, la idea de responder ante su poderoso protegido es impensable, y se compromete a recuperar lo que alguna vez fue suyo, por lo que junto a Elijah forman una difícil alianza con las brujas para asegurar que Nueva Orleans se regirá por Los Originales una vez más.
En la segunda temporada, Klaus y Hayley deben mantener la farsa de la muerte de su hija mientras que, con la ayuda de Elijah, intentan retomar el control del barrio francés que les fue arrebatado por Francesca y su alianza con las brujas. Tras la muerte de Francesca, los lobos continúan bajo las órdenes de Esther, quien ha poseído el cuerpo de Cassie y traído de vuelta a Finn y Kol para ayudarla en su plan de purificar al resto de sus hijos para tener un nuevo comienzo como familia. Mientras tanto, Marcel intenta crear un nuevo ejército de vampiros para tomar la ciudad y Davina busca la manera de crear un hechizo que le permita separar a Marcel y Josh del linaje de Klaus para así poder utilizar a Mikael para asesinarlo.
En la tercera temporada, con la llegada a Nueva Orleans de Lucien Castle, el primer vampiro convertido por Klaus, los Mikaelson reciben la advertencia de una profecía sobre la destrucción de su familia, uno por un amigo; uno por un enemigo, y uno por la familia y la noticia de que aquellos a quienes han engendrado se preparan para entrar en una guerra para proteger a su creador. Así mismo, Tristán de Martel llega a la ciudad junto a una sociedad secreta de vampiros antiguos conocida como los Strix para cuidar de Elijah, su creador. Pronto, Elijah y Klaus comienzan a sospechar de las verdaderas intenciones de Tristán y Lucien y deciden hacer frente a la profecía por su cuenta, ayudados por Freya y Hayley; sin embargo, la llegada de Aurora de Martel -hermana de Tristán y expareja de Klaus- para proteger a Rebekah -su creadora- complica las cosas. Una vez que Rebekah es advertida sobre la profecía, sus hermanos le piden que abandone su búsqueda para revivir a Kol y se reúna con ella para poder defenderse juntos, sin embargo, Rebekah es localizada por Aurora y maldecida con la sed de sangre. Una vez de vuelta en Nueva Orleans, Freya intenta parar la maldición, pero falla, y es cuando Rebekah le pide a Elijah que le clave una daga y cumpla la parte de la profecía que habla sobre la familia para que no tenga que preocuparse de ser traicionado por Klaus.
En la cuarta temporada, después de cinco años, Hayley logra despertar a los Mikaelson de sueño inducido y regresan a Nueva Orleans para rescatar a Klaus, quien ha sido mantenido cautivo por Marcel. Este y los Mikaelson hacen un pacto para los originales dejen el Barrio Francés de una vez por todas, sin embargo, Hope y un grupo de niños se vuelven el blanco de un antiguo y malvado espíritu conocido como The Hollow, que busca volver al mundo de los vivos mediante el sacrificio de niños. The Hollow ha reunido suficientes seguidores y una vez que ha sentido el poder de Hope, busca apoderarse de este. Los Mikaelson, Marcel y Vincent unen fuerzas para tratar de destruir al espíritu pero todo es en vano, ya que The Hollow logra volver a la vida y ansía el poder de Hope, por lo que se convierte en su principal objetivo. Vincent descubre que The Hollow pudo ser detenida hace mil quinientos años y que antes de morir, creó la maldición de los hombres lobo. Para poder salvar a Hope y aprisionar a The Hollow, Klaus, Elijah, Rebekah y Kol aceptan el plan de Vincent para dividir el poder del espíritu en cuatro y convertirse cada uno en una prisión para este, teniendo que mantenerse alejados el uno del otro, rompiendo así su promesa de permanecer juntos por y para siempre.
En la quinta temporada, la familia Mikaelson está separada para evitar que The Hollow lastime a la adolescente Hope Mikaelson, quien lleva estudiando durante 7 años en la Escuela Salvatore ubicada en Mystic Falls. Los 4 hermanos rehacen sus vidas, Rebekah vive en Nueva York con Marcel; Kol se casa con Davina; Klaus regresa a ser un maniático asesino compulsivo, creando rumores de que se volvió loco, dejó de escribirle y llamar a su hija; y Elijah olvidó absolutamente todo acerca de su pasado y tiene una nueva pareja llamada Antoinette. Klaus suele observarlo, pero él no lo reconoce. Cada vez que algún Mikaleson está cerca de otro, ocurren eventos catastróficos. La magia malvada que habita en ellos es muy fuerte, en un libro de un antiguo vidente predijo la caída de la ciudad de Nueva Orleans, por una terrible oscuridad llena de catástrofes entre las cuales está "la muerte de todos los primogénitos". Por otra parte, Hope, luego de la muerte de Hayley, hace hasta lo imposible por reunir a su familia así tenga que arriesgar su vida.

## Elenco y personajes
| Intérprete            | Personaje                              | Temporadas | Temporadas | Temporadas | Temporadas | Temporadas |
| Intérprete            | Personaje                              | 1          | 2          | 3          | 4          | 5          |
| --------------------- | -------------------------------------- | ---------- | ---------- | ---------- | ---------- | ---------- |
| Joseph Morgan         | Klaus Mikaelson                        | Principal  | Principal  | Principal  | Principal  | Principal  |
| Daniel Gillies        | Elijah Mikaelson                       | Principal  | Principal  | Principal  | Principal  | Principal  |
| Claire Holt           | Rebekah Mikaelson                      | Principal  | Recurrente | Recurrente | Recurrente | Recurrente |
| Phoebe Tonkin         | Hayley Marshall-Kenner/Andrea Labonair | Principal  | Principal  | Principal  | Principal  | Principal  |
| Charles Michael Davis | Marcel Gerard                          | Principal  | Principal  | Principal  | Principal  | Principal  |
| Daniella Pineda       | Sophie Deveraux                        | Principal  |            |            |            |            |
| Leah Pipes            | Cami O'Connell                         | Principal  | Principal  | Principal  | Invitada   | Invitada   |
| Danielle Campbell     | Davina Claire                          | Principal  | Principal  | Principal  | Invitada   | Invitada   |
| Yusuf Gatewood        | Vincent Griffith                       | Invitado   | Principal  | Principal  | Principal  | Principal  |
| Riley Voelkel         | Freya Mikaelson                        |            | Recurrente | Principal  | Principal  | Principal  |
| Summer Fontana        | Hope Mikaelson                         |            |            |            | Recurrente | Invitada   |
| Danielle Rose Russell | Hope Mikaelson                         |            |            |            |            | Principal  |
| Steven Krueger        | Josh Rozsa                             | Recurrente | Recurrente | Recurrente | Recurrente | Principal  |

## Episodios
| Temporada | Temporada | Episodios | Emisión original     | Emisión original    |
| Temporada | Temporada | Episodios | Inicio               | Final               |
| --------- | --------- | --------- | -------------------- | ------------------- |
|           | Piloto    | 1         | 25 de abril de 2013  | 25 de abril de 2013 |
|           | 1         | 22        | 3 de octubre de 2013 | 13 de mayo de 2014  |
|           | 2         | 22        | 6 de octubre de 2014 | 11 de mayo de 2015  |
|           | 3         | 22        | 8 de octubre de 2015 | 20 de mayo de 2016  |
|           | 4         | 13        | 17 de marzo de 2017  | 23 de junio de 2017 |
|           | 5         | 13        | 18 de abril de 2018  | 1 de agosto de 2018 |

## Desarrollo

### Producción
En enero de 2013, se dio a conocer que Julie Plec, de la serie, está desarrollando una posible serie derivada tituladaThe Originals. Un piloto de la serie salió al aire el 25 de abril de 2013 como parte la cuarta temporada de The Vampire Diaries. El 26 de abril, The CW ordenó oficialmente que se desarrollara una serie para la temporada 2013-2014, que contaría con 13 episodios.
La serie cuenta con Julie Plec y Michael Narducci como productores y Leslie Morgenstein, Bob Levy y Gina Girolamo como productores ejecutivos. El episodio piloto fue escrito por Plec y dirigido por Chris Grismer. La actriz Marguerite MacIntyre se unió al equipo de escritores.
El rodaje del piloto comenzó el 5 de marzo de 2013 y terminó el 21 de marzo. Durante la Convención Internacional de Cómics de San Diego del 2013, se dio a conocer que el primer episodio de la serie contará los acontecimientos que tienen lugar en el piloto desde el punto de vista de Elijah.
El 10 de octubre, The CW anunció el encargo de tres episodios complementarios para la serie.
El 11 de noviembre de 2013, The CW anunció que le daría a la serie una temporada completa con 22 episodios. El 13 de febrero de 2014, la serie fue renovada para una segunda temporada, que fue estrenada el 2 de octubre de 2014. El 11 de enero de 2015, se anunció la renovación de la serie para una tercera temporada, que fue estrenada el 8 de octubre de 2015. El 11 de marzo de 2016, la serie recibió la renovación para una cuarta temporada de trece episodios, que fue estrenada el 17 de marzo de 2017.
El 10 de mayo de 2017, The CW anunció que renovaría la serie para una quinta temporada. El 20 de julio de 2017, Julie Plec anunció que la quinta temporada sería la última.

### Casting
Joseph Morgan estuvo en el proyecto desde el momento de su concepción. El 13 de enero de 2013, se anunció vía Twitter la participación de Phoebe Tonkin. El 22 de enero de 2013, se reveló que Daniel Gillies estaría en el elenco principal; la elección de Daniella Pineda fue anunciada el 1 de febrero, Charles Michael Davis, Danielle Campbell, y Leah Pipes fueron anunciados pocos días después. El 13 de febrero de 2013, se dio a conocer que Claire Holt se unía al elenco.
El 30 de julio de 2013, se anunció que Steven Krueger interpretará a Josh, un chico que va de fiesta a Nueva Orleans y termina en el bar de Marcel. También fue confirmada la participación de Shannon Kane como Sabine, una bruja que se une a Klaus para derrotar a Marcel.
El 27 de agosto de 2013, se dio a conocer que Sebastian Roché se unía al elenco para retomar su personaje de Mikael, el patriarca de la familia Original, así como la incorporación de Todd Stashwick como el padre Kieran, un sacerdote con un oscuro pasado. Un día más tarde, Alexandra Metz fue elegida para interpretar a Katie, una misteriosa bruja. El 15 de octubre de 2013, se informó que Shane Coffey fue contratado para interpretar a Tim.
El 1 de noviembre de 2013, se anunció que Michael Trevino sería primer miembro del elenco de The Vampire Diaries en realizar un crossover en la serie.

## Recepción

### Respuesta crítica
Eric Goldman de IGN calificó al episodio piloto como grandioso y le otorgó una puntuación de 9.8, comentando: "Bueno, estoy dentro. The Originals fue, por supuesto, un episodio piloto centrado en los personajes y el mundo de una potencial serie derivada de The Vampire Diaries en este otoño. Y en ese aspecto fue un éxito sólido, haciendo un gran trabajo en establecer una nueva dinámica con varios personajes ya existentes -y algunos nuevos".
Respecto a Always and Forever, el estreno de la serie, Goldman lo calificó de bueno y le otorgó una puntuación de 9.9, diciendo: "The Originals toma una táctica interesante con su primer episodio ya que posee toneladas de tramas que fueron creadas en The Vampire Diaries, lo cual dejó a los productores en un aprieto. Ellos quieren que esta serie sea accesible a nuevos espectadores, pero eso significa que tienen que explicar cosas que los fans de la serie madre ya conocen. ¿La solución? Mostrarnos eventos que ya hemos visto pero con una perspectiva diferente y con nuevos detalles añadidos. En sí, el episodio debut de The Originals es un sólido comienzo para la serie. Pero el hecho de que repite momentos que los espectadores de The Vampire Diaries ya han visto, sólo aumenta el deseo de descubrir lo que realmente viene a continuación".

### Audiencias
El episodio piloto fue visto por 2,24 millones de espectadores de acuerdo con Nielsen Media Research, recibiendo 1,0 millones de espectadores de entre 18-49 años. Mientras tanto, el estreno la serie fue visto por 2,21 millones de espectadores de acuerdo con Nielsen Media Research, recibiendo 1,0 millones entre los espectadores 18-49 años.

## Premios y nominaciones
| Año  | Premio                 | Categoría                                              | Nominados                  | Resultado |
| ---- | ---------------------- | ------------------------------------------------------ | -------------------------- | --------- |
| 2014 | People's Choice Awards | Nuevo drama de televisión favorito                     | The Originals              | Nominado  |
| 2014 | People's Choice Awards | Actor favorito en una serie nueva                      | Joseph Morgan              | Ganador   |
| 2014 | Teen Choice Awards     | Mejor actor de televisión de fantasía/ciencia ficción  | Joseph Morgan              | Nominado  |
| 2014 | Teen Choice Awards     | Mejor actriz de televisión de fantasía/ciencia ficción | Claire Holt                | Nominada  |
| 2014 | Emmy Awards            | Mejor peluquería                                       | The Originals              | Nominado  |
| 2015 | Teen Choice Awards     | Mejor actor de televisión de fantasía/ciencia ficción  | Joseph Morgan              | Nominado  |
| 2016 | Teen Choice Awards     | Mejor Beso                                             | Leah Pipes & Joseph Morgan | Nominados |
| 2017 | Teen Choice Awards     | Mejor actor de televisión de fantasía/ciencia ficción  | Joseph Morgan              | Nominado  |

## The Originals: The Awakening
El 27 de octubre de 2014, The CW anunció el lanzamiento de una serie web de cuatro partes titulada The Originals: The Awakening, protagonizada por Nathaniel Buzolic y centrada en la historia de Kol en 1914, cuando estaba tratando de formar una alianza con las brujas del Barrio Francés de Nueva Orleans. La serie fue estrenada el 10 de noviembre de 2014.

## Serie derivada
El 2 de agosto de 2017, se anunció que se estaba desarrollando una serie derivada de The Originals centrada en Hope Mikaelson, la hija de Klaus Mikaelson y Hayley Marshall. Julie Plec, creadora de The Originals y cocreadora de The Vampire Diaries, escribió el guion del piloto y se le atribuye la creación de la serie. El 17 de enero de 2018, se reveló que la filmación del piloto entraría en producción en el segundo trimestre de 2018. El 6 de marzo de 2018, se anunció que se ordenó realizar un piloto para la serie, pero en lugar de piloto tradicional, Plec entregaría una presentación piloto de la serie de quince minutos a The CW. El 11 de mayo de 2018, se anunció que la serie derivada, titulada Legacies, se ordenó como una serie para emitirse durante 2018-2019.